# Anton Diemczenko
Anton Aleksandrowicz Demczenko (ros. Антон Александрович Демченко; ur. 20 sierpnia 1987 w Noworosyjsku) – rosyjski szachista, arcymistrz od 2013 roku. Zwycięzca Indywidualnych Mistrzostw Europy w szachach klasycznych 2021. Od lipca 2023 r. reprezentant Słowenii.

## Kariera szachowa
Tytuł mistrza międzynarodowego zdobył w 2003 r., natomiast tytuł arcymistrza w 2013 roku. W maju 2017 r. zwyciężył w 47. edycji turnieju Bosna. Trzykrotnie brał udział w Pucharze Świata w szachach (w 2017, 2019 i 2023). We wrześniu 2021 zajął pierwsze miejsce w Mistrzostwach Europy w szachach, rozgrywanych w Reykjaviku. Swój najwyższy ranking szachowy osiągnął w kwietniu 2018 – 2679.
Jest jednym z sygnatariuszy listu otwartego rosyjskich szachistów sprzeciwiających się rosyjskiej inwazji na Ukrainę skierowanego do Władimira Putina.